# André Hainault
André Hainault, noto anche in lingua inglese come Andrew Hainault (Vaudreuil-Dorion, 17 giugno 1986), è un allenatore di calcio ed ex calciatore canadese, di ruolo difensore.

## Palmarès

### Club

#### Competizioni nazionali
- 3. Liga: 1

Magdeburgo: 2017-2018